# David D. Archer, Jr.
David D. Archer, Jr. ist stellvertretende Gouverneur der Britischen Jungferninseln und diente zeitweise als amtierender Gouverneur (Acting Governor) unter einer sogenannten dormant commission, welche ihm während der Abwesenheit des amtierenden Gouverneurs die Ausübung dieser Funktionen erlaubte.